# مارمولک شاخدار ساحلی
مارمولک شاخدار ساحلی (نام علمی: Phrynosoma coronatum) گونه‌ای از مارمولک‌های خانوادهٔ شاخی‌مارمولکان و بومی باخا کالیفرنیا سور در مکزیک است. به عنوان دفاعی، در صورت تهدید مارمولک می‌تواند جریان‌های پرفشار خون را از چشم‌های خود خارج کند.